# Xalqlar Dostluğu (stanice metra v Baku)
Xalqlar Dostluğu je stanice na lince 1 a 2 metra v Baku, která se nachází mezi stanicemi Neftçilər a Əhmədli.

## Popis
Stanice Xalqlar Dostluğu byla otevřena spolu se stanicí Əhmədli 28. dubna 1989. Byly to poslední stanice metra v Baku uvedené do provozu za sovětské éry. Stanice se nachází ve východní části města v oblasti Nizami. Navrhli ji architekti Rasim Əliyev a A. Abdullayev.